# Monrad Wallgren
Monrad Wallgren (Des Moines, 1891. április 17. – Olympia, 1961. szeptember 18.) az Amerikai Egyesült Államok szenátora (Washington, 1940–1945).